# Ted Reilly
Ted Reilly es un actor británico, más conocido por haber interpretado a Johnny Carter en la serie EastEnders.

## Carrera
El 11 de abril de 2016, se unió al elenco principal de la popular serie británica EastEnders, donde interpretó a Johnny Carter hasta ahora. hasta el 29 de enero del 2018 después de que su personaje decidiera irse de Walord y mudarse a Manchester.

## Filmografía

### Series de televisión
| Año         | Título             | Personaje        | Notas                     |
| ----------- | ------------------ | ---------------- | ------------------------- |
| 2016 - 2018 | EastEnders         | Johnny Carter    | 215 episodios             |
| 2016        | Hetty Feather      | Jem              | episodio "Family"         |
| 2016        | Call the Midwife   | Ian Bulmer       | episodio # 5.4            |
| 2014        | Grantchester       | Justin           | episodio # 1.5            |
| 2014        | Playhouse Presents | Daniel Pettigrew | episodio "Nightshift"     |
| 2014        | Law & Order: UK    | Paul Downing     | episodio "Safe from Harm" |
| 2014        | Suspects           | Robbie Hyland    | episodio "Alone"          |
| 2013        | Casualty           | Danni Petrovich  | episodio "Life Goes On"   |

### Películas
| Año  | Título      | Personaje | Notas                                                                               |
| ---- | ----------- | --------- | ----------------------------------------------------------------------------------- |
| 2016 | Party Party | Sparks    | corto - junto a Daniel Kendrick, Craig Miller, Todd Von Joel y Natalie Elisha-Welsh |